# اللاودا
اللاودا (به لاتین: Ellauda) یک منطقهٔ مسکونی در سری‌لانکا است که در استان مرکزی (سری‌لانکا) واقع شده‌است.